# Aces Scientific
Aces Scientific – brydżowy system licytacyjny opracowany w Ameryce i używany przez drużynę „American Aces” którą założył Ira Corn. Głównym architektem systemu był Bobby Goldman, autorzy systemu twierdzą, że jest to pierwszy system licytacyjny przy użyciu którego skorzystano z pomocy komputera który służył do analizy statystycznej.
Otwarcia w tym systemie wyglądały następująco:
| 1♣️/♦️️    | 12+ PH  | 3+ karty, lepszy młodszy     |
| 1♥️️/♠️    | 12+ PH  | 5+ kierów/pików              |
| 1BA       | 15-18PH | Układ zrównoważony           |
| 2♣️       |         | Sztuczne i forsujące, „Acol” |
| 2♦️️/♥️️/♠️ | 5-11PH  | Słabe dwa                    |
| 2BA       | 21-22PH | Układ zrównoważony           |

Otwarcia Aces Scientific były bazowane na systemie Standard American, ale w dalszej licytacji system ten używał wielu niestandardowych konwencji i ustaleń, często bardzo skomplikowanych i teoretycznie zaawansowanych (szczególnie biorąc pod uwagę, że system ten powstał jeszcze w latach sześćdziesiątych).
Po otwarciach 1♣️/♦️️ skok odpowiadającego w tym kolorze był nieforsujący („limit”), a skok drugim kolorem młodszym był forsujący do końcówki z fitem.
Po otwarciach 1♥️️/♠️, 1BA było forsujące na jedno okrążenie (Forsujące 1BA), 2♣️/♦️️ forsowały do końcówki, skok w kolorze otwarcia był nieforsujący, skok w drugim kolorze starszym obiecywał 10-12PH, fit i boczny singleton, 3BA obiecywało fit, bocznego singletona i 13-15PH, a 2BA obiecywało fit i przynajmniej 16PH. Odpowiedzi od 4♣️/♦️️ to zmodyfikowana Konwencja Szwajcarska obiecujące czterokartowy fit (lub trzykartowy z dwoma honorami) i 12-14PH (4♣️) lub 14-16PH (4♦️️).
Po 1BA używano zmodyfikowanego Staymana, transferów Jacobiego, a odpowiedź 2♠️ obiecywała oba kolory młodsze, 3♣️/♦️️ były słabe i naturalne, 3♥️️/♠️ to próby lekkie szlemikowe z dobrym kolorem treflowym lub kierowym. Po pytaniu Staymana, rebid 3♣️ był próba uzgodnienia koloru młodszego, a 3♦️️ było sztuczne – pokazywało silny kolor młodszy i było silnym inwitem szlemowym. Po odpowiedzi 2♦️️/♠️ na Staymana, rebid na poziomie trzech w drugim kolorze starszym był próba szlemikową obiecującą fit czterokartowy i boczną krótkość.
Inne z konwencji używanych przez Aces Scientific to między innymi: Blackwood, Gerber, Super Gerber.
„Aces Team” grający tym systemem wygrał Bermuda Bowl w latach 1970, 1971. Sama drużyna odniosła wiele późniejszych sukcesów aż do jej rozwiązania około roku 1983.